# Ardisia capuronii
Ardisia capuronii är en viveväxtart som beskrevs av J.J. Pipoly. Ardisia capuronii ingår i släktet Ardisia och familjen viveväxter. Inga underarter finns listade i Catalogue of Life.